# Wełniak azjatycki

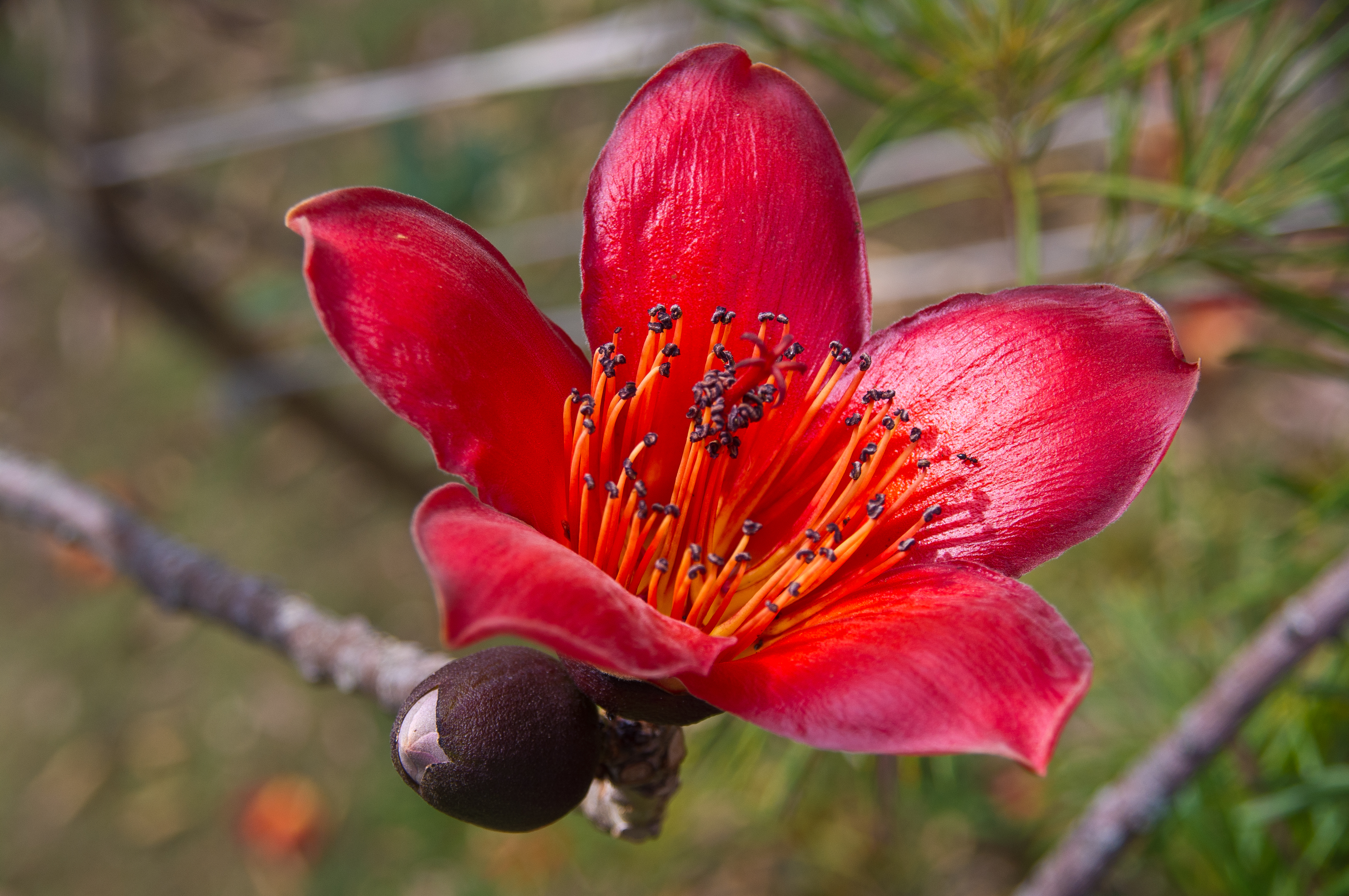
Kwiat

Wełniak azjatycki (Bombax ceiba) – drzewo z rodziny ślazowatych, pochodzące z południowych Indii i Cejlonu.

## Morfologia
PokrójDrzewo osiągające do 40 m wysokości. Pień pokryty grubymi cierniami. Często potężne korzenie szkarpowe. W uprawie zazwyczaj w formie krzewiastej.
LiścieDłoniaste, długoogonkowe z 5-7 listkami, środkowy o długości do 30 cm. Zrzucane w czasie suszy.
KwiatyDuże (o średnicy do 15 cm), jaskrawoczerwone, pojedyncze lub po kilka. Zapylane zarówno przez ptaki, jak i nietoperze.
OwocePodłużne torebki do 17 cm, wypełnione białym puchem. Nasiona około 8 mm.

## Zastosowanie
- Drzewo wykorzystywane do produkcji kapoku, dostarcza niemal połowy światowej produkcji tego surowca, jednak jego jakość jest nieco gorsza niż kapoku dostarczanego przez puchowca pięciopręcikowego;
- W Tajlandii pręcików używa się do barwienia potraw na czerwono;
- Kora, korzenie, żywica mają właściwości lecznicze[7].
- Drewno wykorzystywane jako budulec do konstrukcji podwodnych. Nad wodą jest nietrwałe. W Indiach przede wszystkim do produkcji zapałek[8].
- Owoce wykorzystywane w kuchni indyjskiej[9]. Spożywa się również kwiaty[8].

## Znaczenie w hinduizmie
- W Indiach kwiaty wełniaka wykorzystywane są w rytuałach hinduistycznych.
- Z kwiatów otrzymuje się również barwnik używany podczas wiosennego święta holi.
- Pień tego drzewa stanowi trzon konstrukcji ogniska holi-dahan. W niektórych regionach Indii prowadzi to do zniszczenia tysięcy drzew[7].

Dla okresu obchodów holi, miesiąc wcześniej do centrum wioski indyjskiej przesadza się jedno takie drzewko. Zostaje przystrojone w atrybuty bogini Holi Mata i jej brata, oraz obłożone wysuszonym nawozem krowim, sianem i kawałkami drewna. Wieczorem w dniu święta stos się podpala (bogini dokonać miała ceremonii samospalenia sati), obserwując w jakim kierunku drzewo się przewróci. Wtedy płomienie są gaszone i drzewo przesadza się w pierwotne jego miejsce.
- z drzewa śal (Salmalia malabarica) wykonuje się rytualny pal reprezentujący boga hinduizmu bengalskiego o imieniu Dharmathakur[11].
- Małżeństwo zmarłego z drzewem (młodego mężczyzny lub dziewczyny) zachodzi z wełniakiem azjatyckim[12].